# Occator (krater)

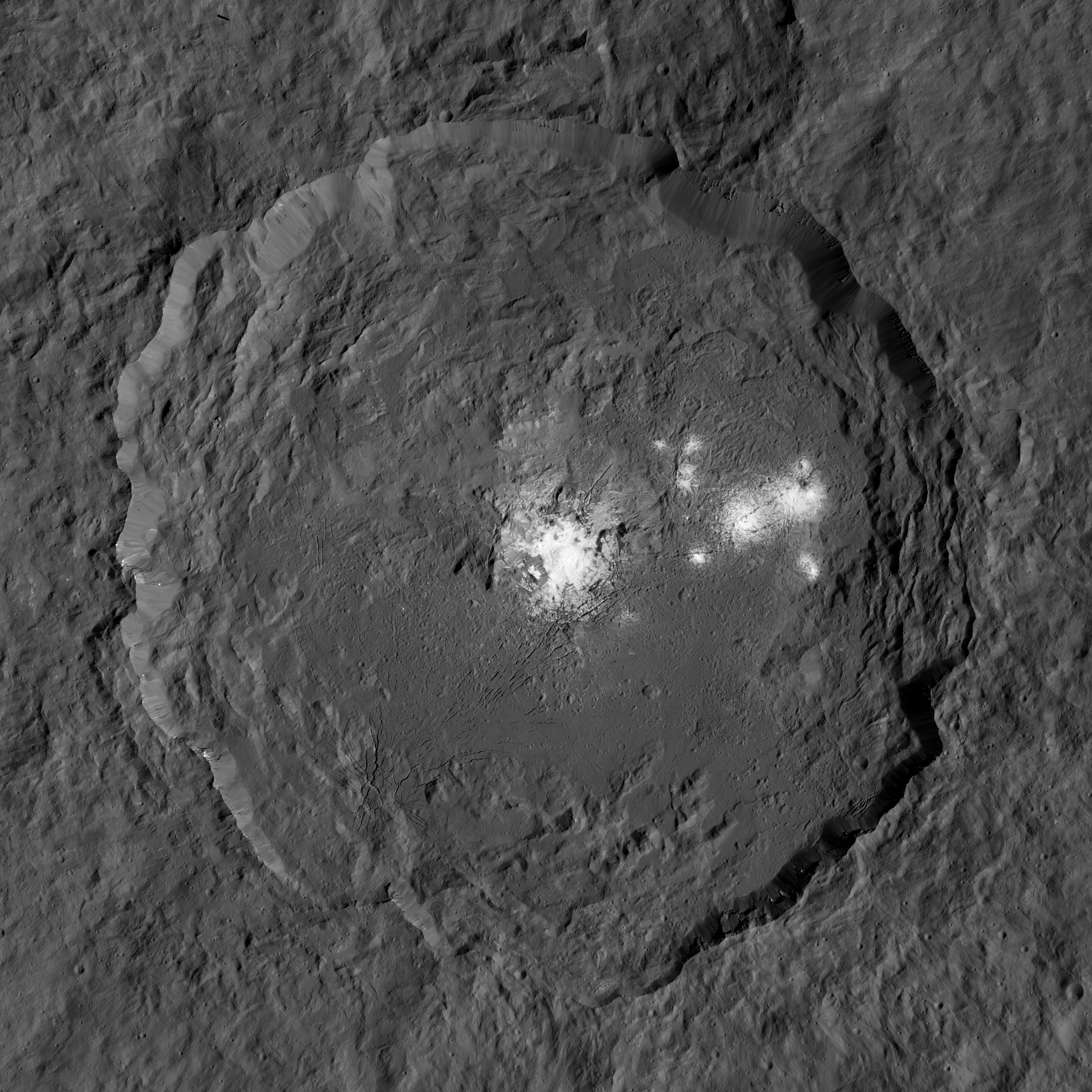
Occator från 385 km

Occator är en nedslagskrater på dvärgplaneten Ceres som innefattar "Fläck 5", den ljusstarkaste av de ljusa fläckarna på Ceres som observerats av rymdsonden Dawn. Den var tidigare känd som "Region A" i bilder tagna från jorden av  Keck-observatoriet på Mauna Kea.
Kratern har fått namnet efter Occator, den romerska guden för harvning som var Ceres medhjälpare.